# Dobrogoszczyce
Dobrogoszczyce – wieś w Polsce położona w województwie śląskim, w powiecie zawierciańskim, w gminie Kroczyce.

## Nazwa
Miejscowość ma metrykę średniowieczną i istnieje co najmniej od XIV wieku. Wymieniona po raz pierwszy w 1381 w języku łacińskim Dobragosczicz, 1421 Dobrogoszczicze, 1440 Dobrogosczycze, 1494 Dobrogosczicze, 1530 Dobrogosczice, 1597 Dobrogoschicze .

## Historia
Miejscowość odnotowały historyczne dokumenty podatkowe. Od 1381 wieś należała do urzędu wojewody krakowskiego. W latach 1470–1480 odnotowano w niej 9 łanów kmiecych, karczmę z rolami, folwark wojewody krakowskiego z rolami. W 1530 odnotowano pobór z 3 łanów .
Wieś królewska położona była w drugiej połowie XVI wieku w powiecie lelowskim województwa krakowskiego w Koronie Królestwa Polskiego, a później Rzeczypospolitej Obojga Narodów. Wchodziła w skład klucza wsi, stanowiącego uposażenie wojewodów krakowskich. W latach 1975–1998 miejscowość administracyjnie należała do województwa częstochowskiego.